# Pseudotriccus ruficeps
O Pseudotriccus ruficeps é uma espécie de pássaro na família Tyrannidae .
Pode ser encontrada nos países da Bolívia, Colômbia, Equador e Peru. Seu habitat natural é tropical ou subtropical úmido das florestas de montanha .